# جيروم ويزنر
جيروم ويزنر (بالإنجليزية: Jerome Wiesner) هو فيزيائي ومهندس أمريكي، ولد في 30 مايو 1915 في ديترويت في الولايات المتحدة، وتوفي في 21 أكتوبر 1994 في وترتاون في الولايات المتحدة.